# Championnat de Belgique de football de deuxième division 1979-1980
Navigation
saison précédente saison suivante
Le Championnat de Belgique de football de Division 2 1979-1980 est la 63e édition du championnat de deuxième niveau national en Belgique.
La compétition conserve le même schéma que la saison précédente, à savoir une phase classique pendant laquelle les 16 équipes s'affrontent deux fois chacune en matches aller-retour. Le champion est directement promu en Division 1. Ensuite un tour final concerne quatre formations et désigne le second montant. À l'autre bout du classement, les deux derniers sont relégués en Division 3 en vue de la saison suivante.
Ejectée de l'élite près de dix ans plus tôt, La Gantoise termine son triste parcours qui la vit redescendre jusqu'en D3. Les Buffalos s'imposent devant Courtrai. Celui-ci, descendant de D1, limite la casse en remportant, en surclassement, le tour final. C'est la deuxième victoire des Courtraisiens dans cette mini-compétition alors que Tongres y connaît son 5e échec en cinq participations.
Les deux montants de Division 3 connaissent des fortunes diamétralement opposées. Si Hoeselt est rapidement distancé et ne peut éviter la dernière place, le Racing Jet se glisse au tour final.
Le deuxième descendant est la Royale Union qui perd son duel face à La Louvière et St-Trond.

## Clubs participants
Les matricules en gras indiquent les clubs qui existent toujours aujourd'hui, les autres ont disparu.
| #  | Nom                                           | Mat. | Ville         | Stades            | En D2 depuis (série) | Total en D2 | Saison précéd.   |
| -- | --------------------------------------------- | ---- | ------------- | ----------------- | -------------------- | ----------- | ---------------- |
| 1  | Koninklijke Voetbalclub Kortrijk              | 19   | Courtrai      | Guldensporen      | 1979-1980 (1er)      | 34e         | Division 1, 18e  |
| 2  | Royale Association Athlétique Louviéroise     | 93   | La Louvière   | du Tivoli         | 1979-1980 (1er)      | 6e          | Division 1, 17e  |
| 3  | Koninklijke Athletische Associatie Gent       | 7    | Gand          | Jules Otten       | 1975-1976 (5e)       | 20e         | 3e               |
| 4  | Royale Union                                  | 10   | St-Gilles     | Joseph Marien     | 1976-1977 (4e)       | 12e         | 14e              |
| 5  | Koninklijke Racing Club Mechelen              | 24   | Malines       | O. Van Kesbeeck   | 1976-1977 (4e)       | 28e         | 6e               |
| 6  | Koninklijke Voetbalclub Mechelen              | 25   | Malines       | achter de Kazerne | 1977-1978 (3e)       | 24e         | 10e              |
| 8  | Koninklijke Football Club Diest               | 41   | Diest         | De Warande        | 1975-1975 (5e)       | 14e         | 4e               |
| 10 | Koninklijke Sportklub Tongeren                | 54   | Tongres       | Stedelijke        | 1971-1972 (9e)       | 21e         | 2e               |
| 2  | Koninklijke Boom Football Club                | 58   | Boom          | du Parc communal  | 1978-1979 (2e)       | 34e         | 12e              |
| 11 | Koninklijke Sport-Club Eendracht Aalst        | 90   | Alost         | Pierre Corneliss  | 1977-1978 (3e)       | 16e         | 9e               |
| 12 | Koninklijke Sint-Niklaasse Sportkring         | 221  | Saint-Nicolas | Stade Puyenbeke   | 1964-1965 (16e)      | 33e         | 7e               |
| 13 | Royal Olympic Montignies                      | 246  | Charleroi     | de La Neuville    | 1975-1975 (5e)       | 17e         | 13e              |
| 14 | Koninklijke Sint-Truidense Voetbal Vereniging | 373  | Saint-Trond   | Stayen            | 1974-1975 (5e)       | 14e         | 12e              |
| 15 | Koninklijke Racing Club Harelbeke             | 1615 | Harelbeke     | Forestier         | 1978-1979 (2e)       | 2e          | 11e              |
| 15 | Hoeselt Voetbal Vereniging                    | 2146 | Hoeselt       | Caetsbeek         | 1979-1980 (1er)      | 1re         | Division 3B, 1er |
| 16 | Racing Jet Bruxelles                          | 4549 | Jette         | Annexe du Heysel  | 1979-1980 (1er)      | 1re         | Division 3A, 1er |

### Localisation des clubs
| \| Courtrai Harelbeke Gand Alost St-Nicolas Boom RC Mechelen KV Mechelen Diest R. Union RJ Bxl Hoeselt Tongres St-Trond Olympic La Louvière \| Localisation des clubs engagés en Division 2 1979-1980 |
| Courtrai Harelbeke Gand Alost St-Nicolas Boom RC Mechelen KV Mechelen Diest R. Union RJ Bxl Hoeselt Tongres St-Trond Olympic La Louvière                                                              |

## Classements et Résultats
Légende
- Champion de Belgique de Division 2 1980 et promu en Division 1 la saison suivante
- Club qualifié pour le tour final pour la montée en Division 1
- Club relégué en Division 3 la saison suivante

Abréviations
 : club promu de Division 3 depuis la saison précédente

 : club relégué de Division 1 depuis la saison précédente

### Classement final
| Rang | Équipe                | Pts | J  | G  | N  | P  | Bp | Bc | Diff |
| ---- | --------------------- | --- | -- | -- | -- | -- | -- | -- | ---- |
| 1    | K. AA GENT            | 46  | 30 | 18 | 10 | 2  | 53 | 13 | +40  |
| 2    | KV Kortrijk           | 41  | 30 | 19 | 3  | 8  | 51 | 21 | +30  |
| 3    | K. SK Tongres         | 36  | 30 | 12 | 12 | 6  | 44 | 25 | +19  |
| 4    | K. Sint-Niklaasse SK  | 35  | 30 | 12 | 11 | 7  | 39 | 28 | +11  |
| 5    | Racing Jet Bruxelles  | 32  | 30 | 11 | 10 | 9  | 32 | 32 | 0    |
| 6    | R. Olympic Montignies | 30  | 30 | 10 | 10 | 10 | 32 | 45 | -13  |
| 7    | K. RC Mechelen        | 29  | 30 | 11 | 7  | 12 | 42 | 47 | -5   |
| 8    | K. Boom FC            | 29  | 30 | 11 | 7  | 12 | 35 | 37 | -2   |
| 9    | K. RC Harelbeke       | 28  | 30 | 8  | 12 | 10 | 40 | 36 | +4   |
| 10   | K. SC Eendracht Aalst | 27  | 30 | 9  | 9  | 12 | 36 | 38 | -2   |
| 11   | KV Mechelen           | 27  | 30 | 8  | 11 | 11 | 30 | 32 | -2   |
| 12   | K. FC Diest           | 27  | 30 | 7  | 13 | 10 | 26 | 33 | -7   |
| 13   | K. St-Truidense VV    | 26  | 30 | 10 | 6  | 14 | 37 | 46 | -9   |
| 14   | R. AA Louvièroise     | 26  | 30 | 9  | 8  | 13 | 30 | 44 | -14  |
| 15   | Royale Union          | 23  | 30 | 7  | 9  | 14 | 35 | 50 | -15  |
| 16   | Hoeselt VV            | 18  | 30 | 6  | 6  | 18 | 29 | 64 | -35  |

### Tableau des résultats
Avec seize clubs engagés, 240 matches sont au programme de la saison.
| Résultats (▼dom., ►ext.)                                   | GEN | BOO | DIE | AAL | HAR | HOE | KOR | KVM | LOU | OLY | JET | RCM | STN | STT | TON | USG |
| K. AA Gent                                                 |     | 4-1 | 2-0 | 0-0 | 5-0 | 4-0 | 3-2 | 0-0 | 0-0 | 3-0 | 0-0 | 3-0 | 1-0 | 2-0 | 1-0 | 1-0 |
| K. FC Boom                                                 | 0-1 |     | 1-1 | 3-0 | 3-4 | 3-0 | 0-2 | 1-0 | 1-0 | 3-1 | 1-0 | 3-4 | 0-3 | 3-2 | 1-1 | 3-0 |
| K. FC Diest                                                | 2-1 | 1-0 |     | 0-0 | 0-0 | 1-1 | 0-1 | 2-1 | 0-0 | 1-1 | 0-0 | 3-1 | 0-1 | 3-1 | 1-0 | 0-0 |
| K. SC Eendracht Aalst                                      | 0-2 | 2-1 | 1-0 |     | 2-1 | 5-2 | 0-0 | 0-0 | 1-1 | 1-2 | 0-2 | 2-0 | 2-3 | 1-1 | 1-2 | 0-1 |
| K. RC Harelbeke                                            | 1-1 | 5-0 | 1-1 | 1-1 |     | 1-0 | 0-2 | 1-0 | 5-0 | 5-0 | 0-0 | 1-0 | 0-1 | 0-0 | 1-1 | 3-1 |
| Hoeselt Vlug & Vrij                                        | 1-7 | 1-1 | 0-2 | 1-3 | 2-1 |     | 1-5 | 1-0 | 3-1 | 2-2 | 1-3 | 1-1 | 2-1 | 0-1 | 0-3 | 2-1 |
| KV Kortrijk                                                | 1-2 | 0-0 | 2-0 | 4-2 | 1-0 | 3-0 |     | 3-0 | 0-2 | 3-0 | 3-0 | 1-0 | 1-2 | 3-0 | 1-2 | 2-0 |
| KV Mechelen                                                | 0-0 | 2-0 | 0-0 | 0-0 | 1-1 | 3-1 | 0-2 |     | 1-1 | 0-1 | 2-1 | 2-2 | 2-2 | 3-1 | 3-1 | 3-0 |
| R. AA Louvièroise                                          | 0-3 | 0-2 | 2-1 | 3-2 | 1-1 | 0-1 | 0-1 | 1-0 |     | 2-2 | 0-1 | 2-1 | 1-1 | 2-1 | 4-0 | 3-1 |
| R. Olympic Montignies                                      | 1-1 | 0-0 | 1-0 | 3-2 | 1-1 | 2-1 | 1-2 | 1-0 | 0-1 |     | 0-0 | 1-3 | 2-0 | 2-1 | 2-1 | 1-1 |
| Racing Jet Bruxelles                                       | 1-3 | 0-0 | 1-1 | 0-1 | 3-1 | 1-0 | 0-3 | 3-0 | 2-0 | 1-2 |     | 0-1 | 1-1 | 2-1 | 0-4 | 3-2 |
| K. RC Mechelen                                             | 0-0 | 1-0 | 2-1 | 0-2 | 2-1 | 2-1 | 3-1 | 2-2 | 3-1 | 1-1 | 2-3 |     | 1-2 | 3-4 | 3-2 | 1-1 |
| K. St-Niklaasse                                            | 0-1 | 0-2 | 1-1 | 0-0 | 1-1 | 1-1 | 1-0 | 1-1 | 4-0 | 1-0 | 0-1 | 1-1 |     | 1-0 | 1-1 | 5-2 |
| K. St-Truidense                                            | 1-1 | 0-1 | 4-0 | 1-0 | 2-1 | 4-2 | 0-2 | 0-2 | 4-2 | 3-1 | 1-1 | 1-0 | 0-3 |     | 0-0 | 2-0 |
| K. SK Tongeren                                             | 0-0 | 1-1 | 4-1 | 2-0 | 1-1 | 2-1 | 0-0 | 2-0 | 0-0 | 4-0 | 0-0 | 4-0 | 2-0 | 1-1 |     | 2-0 |
| Royale Union                                               | 2-1 | 1-0 | 3-3 | 2-5 | 3-1 | 0-0 | 2-0 | 1-2 | 2-0 | 1-1 | 2-2 | 0-2 | 1-1 | 4-0 | 1-1 |     |
| - Victoire à domicile - Match nul - Victoire à l'extérieur |     |     |     |     |     |     |     |     |     |     |     |     |     |     |     |     |

## La saison en bref
Depuis la saison 1974-1975, l'URBSFA a mis sur pied un système de "périodes". Le principe est que la compétition de 30 rencontres est partagée en 3 périodes de 10 rencontres: (1 à 10, 11 à 20 et 21 à 30).
- Un classement distinct est établi par "période". Les trois vainqueurs de période se qualifient le tour final où il accompagne le 2e du classement général final.
- Un vainqueur de période ne peut pas prendre part au tour final s'il termine à une des deux places relégables. Familièrement, les "périodes" sont fréquemment appelées "tranches".

### 1repériode
Cette période concerne les 10 premières journées. Elle est disputée du 1er septembre 1979 au 4 novembre 1979. Toutes les rencontres de la 10e journée se jouent le même jour à la même heure.

### 2epériode
Cette période concerne les matches des journées no 11 à 20. Elle est disputée théoriquement du 19 novembre 1979 au 3 février 1980. Toutes les rencontres de la 20e journée se jouent le même jour à la même heure.

### 3epériode
Cette période concerne les 10 dernières journées. Elle est disputée du 10 février 1980 au 27 avril 1980. Toutes les rencontres des 29e et 30e journée se jouent le même jour à la même heure.

## Tour final

### Participants
KV Kortrijk (2e du général), K. SK Tongeren (3e du général), K. Sint-Niklaasse SK (4e du général), Racing Jet Bruxelles (5e du général) .

### Classement final
L'ordre des matchs du tour final est désigné par un tirage au sort, effectué au siège de l'URBSFA
Légende
- Club promu en Division 1 la saison suivante

| Rang | Équipe               | Pts | J | G | N | P | Bp | Bc | Diff |  | Résultats (▼ dom., ► ext.) | KOR | TON | RJB | NIK |
| ---- | -------------------- | --- | - | - | - | - | -- | -- | ---- |  | -------------------------- | --- | --- | --- | --- |
| 1    | KV Kortrijk          | 12  | 6 | 6 | 0 | 0 | 12 | 3  | +9   |  | KV Kortrijk                |     | 2-1 | 3-0 | 1-0 |
| 2    | K. SK Tongeren       | 7   | 6 | 3 | 1 | 2 | 9  | 6  | +3   |  | K. SK Tongeren             | 0-1 |     | 2-2 | 2-1 |
| 3    | Racing Jet Bxl       | 5   | 6 | 2 | 1 | 3 | 6  | 12 | -6   |  | Racing Jet Bxl             | 0-2 | 0-3 |     | 3-2 |
| 4    | K. Sint-Niklaasse SK | 0   | 6 | 0 | 0 | 6 | 5  | 11 | -6   |  | K. Sint-Niklaasse SK       | 2-3 | 0-1 | 0-1 |     |

### Résumé du Tour final
Courtrai réalise un parcours sans faute, empochant les six victoires possibles. Au soir de la 5e journée, la cause est entendue.
Le KV Kortrijk est le premier club à remporter le tour final de Division 2 pour la 2e fois (après son succès de 1976). Tongres déplore un 5e échec en cinq participations.

## Meilleur buteur
- N'Dingi Bokila (KRC Harelbeke), 17 buts
- Danny Veyt (K. Sint-Niklaasse SK), 17 buts

## Récapitulatif de la saison
- Champion : K. AA Gent (4e titre de Division 2)
- 12e titre de champion de Division 2 pour la province de Flandre orientale

| Région flamande (11)            | Région flamande (11) | Province de Brabant (3)      | Province de Brabant (3) | Région wallonne (2)    | Région wallonne (2) |
| ------------------------------- | -------------------- | ---------------------------- | ----------------------- | ---------------------- | ------------------- |
| Province d'Anvers               | 3                    | Région de Bruxelles-Capitale | 2                       | Province de Hainaut    | 2                   |
| Province de Flandre-Occidentale | 2                    | Province du Brabant flamand  | 1                       | Province de Liège      | 0                   |
| Province de Flandre-Orientale   | 3                    | Province du Brabant wallon   | 0                       | Province de Luxembourg | 0                   |
| Province de Limbourg            | 3                    |                              |                         | Province de Namur      | 0                   |

1. ↑  Au niveau footballistique, la province de Brabant est toujours unitaire malgré sa partition territoriale en 1995.

### Admission et relégation
La Gantoise et Courtrai sont promus en Division 1 d'où sont relégués le Sporting de Charleroi et Hasselt.
La Royale Union et Hoeselt sont renvoyés en Division 3; d'où sont promus le K. SV Oudenaarde et le R. FC Sérésien.

### Bilan de la saison
| Championnat de Belgique de football de deuxième division 1979-1980 |                       |
| Champion                                                           | K. AA Gent (4e titre) |
| Dauphin                                                            | K. SK Tongeren        |
| Promotions et relégations                                          |                       |
| Promus en Division 2                                               | K. SV Oudenaarde      |
| Promus en Division 2                                               | R. FC Sérésien        |
| Relégués en Division 3                                             | Royale Union          |
| Relégués en Division 3                                             | Hoeselt VV            |

## Début en D2
Deux clubs évoluent pour la toute première fois de leur Histoire au 2e niveau du football belge. Ils sont les 111e et 112e clubs différents à atteindre ce niveau.
- Racing Jet de Bruxelles est le 21e club brabançon différent à atteindre ce niveau.
- Hoeselt VV est le 11e club limbourgeois différent à atteindre ce niveau.